# Hippothyris
Hippothyris is een mosdiertjesgeslacht uit de familie van de Bitectiporidae en de orde Cheilostomatida

## Soorten
- Hippothyris aganactete Gordon, 1984
- Hippothyris austrinis Moyano, 1991
- Hippothyris caledonica Gordon & d'Hondt, 1997
- Hippothyris emplastra Osburn, 1952
- Hippothyris ordinaria Gordon, 1989
- Hippothyris parviarma Tilbrook, 2006
- Hippothyris reticulata Liu, 2001

Niet geaccepteerde soorten:
- Hippothyris hongkongensis (Liu & Li, 1987) → Hippoporina indica Pillai, 1978
- Hippothyris rubescentis Liu, 2001 → Suhius rubescentis Liu, 2001